# Plisneanî, Zboriv
Plisneanî (în ucraineană Плісняни) este o comună în raionul Zboriv, regiunea Ternopil, Ucraina, formată numai din satul de reședință.

## Demografie
Componența lingvistică a comunei Plisneanî
     Ucraineană (100%)
Conform recensământului din 2001, toată populația comunei Plisneanî era vorbitoare de ucraineană (100%).